# Фарафонов, Владимир Иванович
Влади́мир Ива́нович Фарафо́нов (22 ноября 1883, Воронежская губерния — 21 декабря 1969, Кормей-ан-Паризи) — генерал-майор Добровольческой армии.

## Биография
Из дворян Войска Донского. Казак станицы Михайловской. Сын генерал-майора Войска Донского Ивана Ивановича Фарафонова. 
- Окончил 1-й Московский кадетский корпус.
- 1905 — Окончил Николаевское кавалерийское училище (по 1-му разряду). Выпущен в Лейб-гвардии Казачий Его Величества полк.
- 14 апреля 1913 — Подъесаул.
- 1917 — Есаул, командир 5-й сотни.
- 1917 — Председатель полкового комитета.
- Март 1917 — Делегат от Гвардейской казачьей бригады в комиссию для выработки общеказачьей политической программы для фронта.
- Июнь 1917 — Помощник командира полка по строевой части.
- Август 1917 — Полковник.
- 15 января 1918 — После возвращения полка на Дон вместе с командиром и штабом полка арестован Военно-революционным комитетом в станице Каменской и вместе с другими офицерами увезен в Миллерово, а затем в Луганск где находился под угрозой расстрела.
- 9 марта 1918 — Вместе с другими офицерами переведён на гауптвахту в Новочеркасске, из которой был освобождён бывшим сослуживцем — командующим войсками Донской Советской республики М. М. Смирновым.
- 1 апреля 1918 — Присоединился к отряду войскового старшины Фетисова, освободившему от большевиков г. Новочеркасск.
- 6 апреля 1918 — Присоединился к отряду полковника Семилетова.
- Командовал сборным отрядом во время неудачных боёв у хутора Мишкина.
- Вошел с отрядом в Южную группу полковника Денисова.
- 10 мая 1918 — Помощник командира 1-го полка 1-й Донской конной дивизии по строевой части.
- 4 сентября 1918 — Помощник командира лейб-гвардии Казачьего полка по строевой части.
- 6 апреля 1919 — Командир лейб-гвардии Казачьего полка.
- Август-сентябрь 1919 — Отличился в боях за Лиски.
- Октябрь 1919 — Генерал-майор.
- 5 марта 1920 — Командир Гвардейской казачьей бригады в составе Лейб-гвардии Казачьего и Атаманского полков в составе 1-й дивизии Донского корпуса генерала Абрамова.
- Апрель 1920 — Командир 1-й бригады 1-й Донской конной дивизии.
- 26 октября 1920 — Эвакуирован по болезни в Севастополь, а затем на остров Лемнос.
- Находился на пограничной службе в Королевстве СХС.
- Переехал во Францию, одно время был председателем Объединения Лейб-гвардии Казачьего полка.

Владимир Иванович Фарафонов скончался в Кормей-ан-Паризи, под Парижем, 21 декабря 1969 г. Похоронен на русском Кладбище Сент-Женевьев-де-Буа.